# Păucișoara
Păucișoara (węg. Küküllőpócsfalva) – wieś w Rumunii, w okręgu Marusza, w gminie Gănești. W 2011 roku liczyła 203 mieszkańców.